# Carlstad Crusaders
I Carlstad Crusaders sono una squadra di football americano di Karlstad, in Svezia; fondati nel 1991, hanno vinto 1 IFAF Europe Champions League, 1 EFAF Cup, 9 titoli nazionali maschili e 5 femminili.
Avrebbero dovuto prendere parte all'edizione 2017 della BIG6 European Football League, ma in seguito all'opposizione della loro federazione vi hanno rinunciato.

## Dettaglio stagioni

### Tornei nazionali

#### Campionato

##### Superserien
| Stagione | regular season | regular season | regular season | regular season | regular season | regular season | playoff | playoff | playoff | playoff | playoff | playoff    | playoff                 |
|          | Vin            | Par            | Per            | Tot            | PF             | PS             | Vin     | Per     | Tot     | PF      | PS      | risultato  | avversaria              |
| -------- | -------------- | -------------- | -------------- | -------------- | -------------- | -------------- | ------- | ------- | ------- | ------- | ------- | ---------- | ----------------------- |
| 2015     | 9              | 0              | 1              | 10             | 455            | 154            | 2       | 0       | 2       | 85      | 17      | Campioni   | Örebro Black Knights    |
| 2017     | 10             | 0              | 0              | 10             | 483            | 67             | 2       | 0       | 2       | 71      | 23      | Campioni   | Örebro Black Knights    |
| 2018     | 8              | 0              | 0              | 8              | 401            | 166            | 1       | 1       | 2       | 91      | 85      | SM-Finalen | Stockholm Mean Machines |
| 2019     | 6              | 0              | 2              | 8              | 185            | 96             | 1       | 1       | 2       | 100     | 81      | SM-Finalen | Stockholm Mean Machines |
| 2020     | 4              | 0              | 2              | 6              | 121            | 50             | 2       | 0       | 2       | 27      | 19      | Campioni   | Stockholm Mean Machines |
| 2021     | 2              | 0              | 1              | 3              | 111            | 53             | 0       | 1       | 1       | 14      | 16      | Semifinale | Stockholm Mean Machines |
| 2022     | 2              | 0              | 4              | 6              | 101            | 165            | 0       | 1       | 1       | 20      | 43      | Semifinale | Örebro Black Knights    |
| Totale   | 41             | 0              | 10             | 51             | 1857           | 751            | 8       | 4       | 12      | 408     | 284     |            |                         |

Fonti: Enciclopedia del Football - A cura di Roberto Mezzetti

##### Division 1/Superserien för damer
| Stagione | regular season | regular season | regular season | regular season | regular season | regular season | playoff | playoff | playoff | playoff | playoff | playoff     | playoff              |
|          | Vin            | Par            | Per            | Tot            | PF             | PS             | Vin     | Per     | Tot     | PF      | PS      | risultato   | avversaria           |
| -------- | -------------- | -------------- | -------------- | -------------- | -------------- | -------------- | ------- | ------- | ------- | ------- | ------- | ----------- | -------------------- |
| 2017     | 3              | 1              | 3              | 7              | 88             | 120            | -       | -       | -       | -       | -       | -           | -                    |
| 2018     | 6              | 0              | 2              | 8              | 334            | 106            | 2       | 0       | 2       | 62      | 34      | Campionesse | Örebro Black Knights |
| 2019     | 7              | 0              | 1              | 8              | 111            | 43             | 1       | 0       | 1       | 14      | 8       | Campionesse | Örebro Black Knights |
| 2020     | 4              | 0              | 0              | 4              | 174            | 11             | 1       | 0       | 1       | 28      | 0       | Campionesse | Örebro Black Knights |
| 2021     | 3              | 0              | 1              | 4              | 154            | 28             | 1       | 0       | 1       | 14      | 0       | Campionesse | Örebro Black Knights |
| Totale   | 23             | 1              | 7              | 31             | 861            | 308            | 5       | 0       | 5       | 118     | 42      |             |                      |

Fonti: Enciclopedia del Football - A cura di Roberto Mezzetti

##### Division 1
| Stagione | regular season | regular season | regular season | regular season | regular season | regular season | playoff | playoff | playoff | playoff | playoff | playoff   | playoff        |
|          | Vin            | Par            | Per            | Tot            | PF             | PS             | Vin     | Per     | Tot     | PF      | PS      | risultato | avversaria     |
| -------- | -------------- | -------------- | -------------- | -------------- | -------------- | -------------- | ------- | ------- | ------- | ------- | ------- | --------- | -------------- |
| 2017     | 4              | 0              | 3              | 7              | 250            | 148            | -       | -       | -       | -       | -       | -         | -              |
| 2018     | 4              | 0              | 2              | 6              | 146            | 107            | 0       | 1       | 1       | 6       | 7       | Wild Card | Djurgårdens IF |
| 2019     | 3              | 0              | 3              | 6              | 119            | 113            | -       | -       | -       | -       | -       | -         | -              |
| Totale   | 11             | 0              | 8              | 19             | 515            | 368            | 0       | 1       | 1       | 6       | 7       |           |                |

Fonti: Enciclopedia del Football - A cura di Roberto Mezzetti

##### Division 2
| Stagione | regular season | regular season | regular season | regular season | regular season | regular season | playoff | playoff | playoff | playoff | playoff | playoff     | playoff           |
|          | Vin            | Par            | Per            | Tot            | PF             | PS             | Vin     | Per     | Tot     | PF      | PS      | risultato   | avversaria        |
| -------- | -------------- | -------------- | -------------- | -------------- | -------------- | -------------- | ------- | ------- | ------- | ------- | ------- | ----------- | ----------------- |
| 2021     | 4              | 1              | 1              | 6              | 66             | 56             | -       | -       | -       | -       | -       | -           | -                 |
| 2022     | 6              | 0              | 0              | 6              | 60             | 26             | 1       | 0       | 1       | 14      | 0       | Co-campioni | Västerås Roedeers |
| Totale   | 10             | 1              | 1              | 12             | 126            | 82             | 1       | 0       | 1       | 14      | 0       |             |                   |

Fonti: Enciclopedia del Football - A cura di Roberto Mezzetti

### Tornei internazionali

#### European Football League (1986-2013)
| Stagione | regular season | regular season | regular season | regular season | regular season | regular season | playoff | playoff | playoff | playoff | playoff | playoff          | playoff     |
|          | Vin            | Par            | Per            | Tot            | PF             | PS             | Vin     | Per     | Tot     | PF      | PS      | risultato        | avversaria  |
| -------- | -------------- | -------------- | -------------- | -------------- | -------------- | -------------- | ------- | ------- | ------- | ------- | ------- | ---------------- | ----------- |
| 2004     | 1              | 0              | 1              | 2              | 17             | 49             | -       | -       | -       | -       | -       | -                | -           |
| 2011     | 1              | 0              | 0              | 1              | 22             | 20             | 0       | 1       | 1       | 24      | 41      | Quarti di finale | Graz Giants |
| Totale   | 2              | 0              | 1              | 3              | 39             | 69             | 0       | 1       | 1       | 24      | 41      |                  |             |

Fonti: Enciclopedia del Football - A cura di Roberto Mezzetti

#### IFAF Europe Champions League
| Stagione | regular season | regular season | regular season | regular season | regular season | regular season | playoff | playoff | playoff | playoff | playoff | playoff   | playoff        |
|          | Vin            | Par            | Per            | Tot            | PF             | PS             | Vin     | Per     | Tot     | PF      | PS      | risultato | avversaria     |
| -------- | -------------- | -------------- | -------------- | -------------- | -------------- | -------------- | ------- | ------- | ------- | ------- | ------- | --------- | -------------- |
| 2014     | 1              | 0              | 1              | 2              | 64             | 66             | -       | -       | -       | -       | -       | -         | -              |
| 2015     | 2              | 0              | 0              | 2              | 76             | 16             | 2       | 0       | 2       | 125     | 55      | Campioni  | Beograd Vukovi |
| 2016     | 1              | 0              | 1              | 2              | 50             | 9              | -       | -       | -       | -       | -       | -         | -              |
| Totale   | 4              | 0              | 2              | 6              | 190            | 91             | 2       | 0       | 2       | 125     | 55      |           |                |

Fonti: Enciclopedia del Football - A cura di Roberto Mezzetti

#### IFAF Northern European Football League
| Stagione | regular season | regular season | regular season | regular season | regular season | regular season | playoff | playoff | playoff | playoff | playoff | playoff   | playoff           |
|          | Vin            | Par            | Per            | Tot            | PF             | PS             | Vin     | Per     | Tot     | PF      | PS      | risultato | avversaria        |
| -------- | -------------- | -------------- | -------------- | -------------- | -------------- | -------------- | ------- | ------- | ------- | ------- | ------- | --------- | ----------------- |
| 2017     | 2              | 0              | 0              | 2              | 57             | 20             | 0       | 1       | 1       | 15      | 21      | Finale    | Helsinki Roosters |
| 2018     | 2              | 0              | 1              | 3              | 133            | 75             | -       | -       | -       | -       | -       | -         | -                 |
| Totale   | 4              | 0              | 1              | 5              | 190            | 95             | 0       | 1       | 1       | 15      | 21      |           |                   |

Fonti: Enciclopedia del Football - A cura di Roberto Mezzetti

#### Central European Football League
| Stagione | regular season | regular season | regular season | regular season | regular season | regular season | playoff | playoff | playoff | playoff | playoff | playoff          | playoff                  |
|          | Vin            | Par            | Per            | Tot            | PF             | PS             | Vin     | Per     | Tot     | PF      | PS      | risultato        | avversaria               |
| -------- | -------------- | -------------- | -------------- | -------------- | -------------- | -------------- | ------- | ------- | ------- | ------- | ------- | ---------------- | ------------------------ |
| 2021     | -              | -              | -              | -              | -              | -              | 0       | 1       | 1       | 0       | 1       | Quarti di finale | Schwäbisch Hall Unicorns |
| Totale   | -              | -              | -              | -              | -              | -              | 0       | 1       | 1       | 0       | 1       |                  |                          |

Fonti: Enciclopedia del Football - A cura di Roberto Mezzetti

### Riepilogo fasi finali disputate
| Anno              | Luogo     | Evento                                 | Fase del torneo  | Incontro                                      | Risultato    |
| 2011              |           | EFL                                    | Quarti di finale | Graz Giants - Carlstad Crusaders              | 41 - 24      |
| 26 luglio 2015    | Voždovac  | IFAF Europe Champions League           | Finale           | Carlstad Crusaders - Beograd Vukovi           | 84 - 49      |
| 6 settembre 2015  | Uppsala   | Superserien                            | SM-finalen       | Carlstad Crusaders - Örebro Black Knights     | 42 - 17      |
| 21 maggio 2017    | Karlstad  | IFAF Northern European Football League | Finale           | Carlstad Crusaders - Helsinki Roosters        | 15 - 21      |
| 8 luglio 2017     | Örebro    | Superserien                            | SM-finalen       | Carlstad Crusaders - Örebro Black Knights     | 24 - 0       |
| 7 luglio 2018     | Stoccolma | Superserien                            | SM-finalen       | Carlstad Crusaders - Stockholm Mean Machines  | 41 - 42      |
| 7 luglio 2018     | Stoccolma | Superserien för damer                  | SM-finalen       | Örebro Black Knights - Carlstad Crusaders     | 22 - 30      |
| 18 agosto 2018    |           | Division 1 för herrar                  | Wild Card        | Carlstad Crusaders B - Djurgårdens IF         | 6 - 7        |
| 6 luglio 2019     |           | Superserien för damer                  | SM-finalen       | Carlstad Crusaders - Örebro Black Knights     | 14 - 8       |
| 6 luglio 2019     |           | Superserien                            | SM-finalen       | Stockholm Mean Machines - Carlstad Crusaders  | 49 - 35      |
| 24 ottobre 2020   | Karlstad  | Superserien för damer                  | SM-finalen       | Carlstad Crusaders - Örebro Black Knights     | 28 - 0       |
| 24 ottobre 2020   | Karlstad  | Superserien                            | SM-finalen       | Stockholm Mean Machines - Carlstad Crusaders  | 12 - 14      |
| 22 maggio 2021    |           | CEFL                                   | Quarti di finale | Schwäbisch Hall Unicorns - Carlstad Crusaders | 1 - 0 d.g.s. |
| 3 luglio 2021     | Karlstad  | Superserien                            | Semifinale       | Carlstad Crusaders - Stockholm Mean Machines  | 14 - 16      |
| 2 ottobre 2021    | Örebro    | Superserien för damer                  | SM-finalen       | Carlstad Crusaders - Örebro Black Knights     | 14 - 0       |
| 2 luglio 2022     | Örebro    | Superserien                            | Semifinale       | Örebro Black Knights - Carlstad Crusaders     | 43 - 20      |
| 10 settembre 2022 |           | Division 2                             | Finale           | Carlstad Crusaders B - Västerås Roedeers      | 14 - 0       |

## Palmarès
- 1 IFAF Europe Champions League (2015)
- 1 EFAF Cup (2003)
- 9 SM-final (2010, 2011, 2012, 2013, 2014, 2015, 2016, 2017, 2020)
- 5 Campionati femminili (2018, 2019, 2020, 2021, 2022)
- 1 Division 1 (secondo livello) (1997[5])
- 2 Division 2 (terzo livello) (2021[3][5], 2022[3][5])
- 1 Dukes Tourney Senior (1996)
- 2 Dukes Tourney Under-19 (2002, 2003)
- 1 Dukes Tourney Under-17 (2008)
- 2 Dukes Tourney Under-16 (2002, 2003)